# 正義のゆくえ I.C.E.特別捜査官
『正義のゆくえ I.C.E.特別捜査官』（原題：Crossing Over）は、2009年のアメリカ合衆国の映画。ワインスタイン・カンパニー制作。

## キャスト
※括弧内は日本語吹替
- マックス・ブローガン - ハリソン・フォード（菅生隆之）

移民税関捜査局「I.C.E.」の捜査官。正義感が強く相手が誰であっても立場が弱いと思った人間に良心的。それだけに甘いと同僚からは苦言を呈されている。
- コール・フランケル - レイ・リオッタ（後藤敦）

移民判定官。
- デニス・フランケル - アシュレイ・ジャッド（唐沢潤）

コールの妻。人権派の弁護士。
- ギャヴィン・コセフ - ジム・スタージェス（茶花健太）

南アフリカ出身。クレアの友人。音楽活動をしている。マネージャーの母親がユダヤ人学校の校長をしており、その伝で自分も働いている。
- ハミード・バラエリ - クリフ・カーティス（山野井仁）

マックスの同僚。
- ミレヤ・サンチェス - アリシー・ブラガ

不法労働者の女性。ホアンという息子がいる。
- クレア・シェパード - アリス・イヴ

女優を夢見るオーストラリア出身の女性。
- タズリマ・ジャハンギル - サマー・ビシル

バングラデシュ出身の女子高生。国の情勢に悩んでいる。
- ヨン・キム - ジャスティン・チョン

韓国出身の少年。弟と喧嘩ばかりしている。
- ザーラ・バラエリ - メロディ・カザエ

ハミードの妹。アメリカ生まれのアメリカ育ち。
- ファリード・バラエリ - メリク・タドロス

ハミードの弟。弁護士。
- チン・キム - チル・コン

ヨンの父。
- ミン・キム - イ・スンヒ

ヨンの母。
- スン・キム - アンディ・カン

ヨンの弟。
- スー・キム - ミーシャ・ホアン

ヨンの妹。
- ハウエル - ホアン・ガルシア
- ルドウィグ - クリストファー・マレー
- ポールソン - ジャック・コンレイ
- ウォーマック - ジョン・ラファイエット

## スタッフ
- 監督・脚本：ウェイン・クラマー
- 製作：ウェイン・クラマー、フランク・マーシャル
- 共同製作：グレッグ・テイラー
- 製作総指揮：マイケル・ビューグ、ボブ・ワインスタイン、ハーヴェイ・ワインスタイン
- 撮影：ジェームズ・ウィテカー
- プロダクションデザイン：トビー・コーベット
- 美術：ピター・ボーク
- 衣装デザイン：クリスティン・M・バーク
- 編集：アーサー・コバーン
- キャスティング：アン・マッカーシー、ジェイ・スカリー
- 音楽：マーク・アイシャム
- 音楽監修：ブライアン・ロス